# Acido 5-idrossiindolacetico
L'acido 5-idrossiindolacetico (5-HIAA) è il principale prodotto finale del metabolismo della serotonina. La determinazione della concentrazione nelle urine è utilizzata in diagnostica per diagnosticare un tumore neuroendocrino (o carcinoide). Livelli elevati di 5-HIAA nelle urine sono tipici anche in soggetti che soffrono di emicrania.